# Библиотека „Никола Сикимић Максим” Кучево
Библиотека „Никола Сикимић Максим” у Кучеву је јавна установа културе и наследник је Читаонице основане у тада Горњој Крушевици, како се некада звало Кучево, далеке 1873. године. Од тада је често мењала локацију и радила са прекидима. У саставу Дома културе у Кучеву ради од 1984. до 1996. године, када постаје самостална установа.
Библиотека је смештена на другом спрату Центра за културу „Драган Кецман” у Кучеву. У библиотеци постоје одељење за одрасле са читаоницом и дечје одељење и канцеларија за запослене. У свом фонду поседује преко 35000 публикација, а тај број се стално повећава.
Основна делатност библиотеке јесте чување и издавање публикација корисницима, али она и на друге начине учествује у културном животу Општине Кучево: организује књижевне вечери, промоције књига, као и специјалне тематске ауторске пројекте.
Посебно ћемо истаћи пројекат БиблиоСалон, који је замишљен као серија разговора у библиотеци, и то на различите теме из области уметности, али и других друштвено важних тема, као дугорочни пројекат.